# Myrcia neoobscura
Myrcia neoobscura là một loài thực vật có hoa trong Họ Đào kim nương. Loài này được O.Berg mô tả khoa học đầu tiên năm 1857.